# Matra Durandal
Durandal es una bomba antipista desarrollada por la compañía francesa Matra (una filial de EADS). Su nombre viene de una una mítica espada de la Francia medieval. La bomba pesa 240 kg y mide 2,5m de largo. La cabeza está compuesta por 150 kg de explosivo altamente volátil (HE).
La BLU-107 Durandal fue específicamente diseñada para destruir aeródromos y pistas de aterrizaje. Calculada para ser lanzada desde baja altura, la caída de la bomba se ve contenida por un paracaídas que la sitúa en posición vertical. En ese momento se activa el sistema propulsor de la bomba, acelerando su caída hacia el suelo. La bomba solo explota "después" de haber penetrado la superficie -puede atravesar hasta 4 dm de cemento-, y la detonación provocada crea un cráter de unos 5 m de profundidad por 16 m de diámetro aproximadamente. Los desperfectos causados inhabilitan el uso de la pista y bloquean cualquier aeronave que se encontrase en ese aeropuerto, por lo que "Durandal" puede considerarse un arma de contención.

## Historia
Un predecesor de "Durandal" fue desarrollado conjuntamente por Francia e Israel durante los años 60. Esta arma sería utilizada con efectos devastadores durante la Guerra de los 6 días.
La bomba fue diseñada para ser lanzada desde los cazabombarderos franceses que componían el grueso de la fuerza aérea israelí durante las décadas de los 50 y 60. Esa bomba, de funcionamiento muy similar, quedaba estabilizada al alcanzar 60° sobre la perpendicular, de modo que el impacto sobre la superficie no era vertical. De cualquier modo, el desarrollo de esta arma se había propuesto con mucha anterioridad al inicio del conflicto. Los militares israelíes eran perfectamente conscientes de que el dominio del aire era la clave de la supervivencia de Israel en Oriente Medio. Los israelíes también sabían que la mayoría de los aeródromos militares egipcios carecían de pistas auxiliares. Por ello, toda su flota aérea podía ser bloqueada con un ataque de precisión. El comandante en jefe de las Fuerzas Aéreas Israelíes, Mordejai Hod, comentó al respecto:"un avión de reacción es el arma más letal que existe -cuando está en el aire. En tierra, es completamente inútil".
Varios centenares de bombas "Durandal" fueron arrojadas durante las primeras oleadas del ataque israelí contra los egipcios. Efectivamente, el grueso de los aviones egipcios quedaron paralizados en tierra, donde fueron un blanco fácil para las siguientes oleadas de atacantes. La táctica resultó un éxito por encima de las expectativas israelíes: en la primera hora de guerra la práctica totalidad de la fuerza aérea egipcia había sido aniquilada o inutilizada. Hod confesó su alivio, diciendo sobre su éxito:

"Una piedra -sólo una, pero de un peso insoportable- salió de mi corazón".

 La Fuerza Aérea Francesa comenzó a usar Durandal en 1977. En los Estados Unidos fue adoptada como "BLU-107" durante los 80, y modificada en 1994 para su uso en su propio soporte de lanzamiento, el F-111E. Las bombas "Durandal" fueron lanzadas sobre Irak por los F-111E estadounidenses del 20 Ala de caza en ataques a baja altura. El comandante del ala, el Capitán George Kelman, dijo que "no hay nada mejor para destruir una pista que una Durandal".